# Loch Achray
Loch Achray és un petit llac d'aigua dolça a 11 quilòmetres a l'oest de Callander, al districte de Stirling, Escòcia, anteriorment al comtat de Perth. El llac es troba entre Loch Katrine i Loch Venachar al cor dels Trossachs i té una profunditat mitjana de 11 metres. El costat sud del llac està cobert de bosc i ben servit per pistes forestals i camins forestals. El llac és popular entre els pescadors que pesquen la truita marró. Loch Achray és ben conegut per la seva ubicació protegida, donant lloc a aigües tranquil·les amb magnífiques reflexions dels boscos al sud, les muntanyes i boscos al nord i els majestuosos cingles de Ben Venue a l'oest. Les seves belleses foren descrites per Scott, Coleridge i Dorothy Woodsworth.